# حامد عبيد مطلك عمر
حامد عبيد مطلك عمر سياسي عراقي من مواليد عام 1948، حاصل على شهادة البكالوريا، شغل منصب عضو في مجلس النواب العراقي عن محافظة الانبار في دورته الثانية (2010-2014) والثالثة (2014-2018).